# Géron de Cologne
Géron (vers 900 en Thuringe ; 29 juin 976 à Cologne) fut archevêque de Cologne de 969 à sa mort.

## Biographie
L'origine familiale, la formation et même les détails de la vie de Géron restent une énigme ; ses biographes supposent qu'il était un des enfants du margrave de Thuringe Christian de Sérimont et de sa femme Hidda, elle-même sœur du margrave de Saxe Orientale Géron Ier.
Géron est sans doute la même personne que le presbytre homonyme cité en 966 parmi les prêtres de la cathédrale de Cologne. Il aurait donc été chanoine et administrateur apostolique de Cologne, et chapelain impérial. Il fit réaliser le codex Géron avant 969. Outre sa vocation spirituelle, ces fonctions lui permettaient sans doute de pouvoir briguer le siège épiscopal lors de futures élections.
Il fut élu archevêque de Cologne en 969, mais ce vote se serait heurté au refus de l’empereur Othon Ier : c’est en tout cas ce que rapporte Dietmar de Mersebourg, mais ce témoignage est fort controversé. Toujours est-il que l'empereur ratifia le vote en 970.
Visiblement, l'opinion de l'empereur envers l'évêque avait changé, puisqu'en 971 il lui demanda de raccompagner la princesse Théophania, future épouse de son successeur, le prince Othon (qui devait être couronné sous le nom de Othon II), venue à Rome, jusqu’à Constantinople,. Géron ramena de ce voyage les reliques de saint Pantaléon jusqu'à Cologne ; depuis cette époque, elles sont conservées en l'Église Saint-Pantaléon de Cologne. En 972 il prit part au synode d’Ingelheim et avec l'archevêque de Magdebourg célébra les obsèques d'Othon Ier en 973. Hormis son ambassade à Constantinople, il ne joua aucun rôle significatif sous le règne d'Othon Ier, et pas davantage sous celui d'Othon II, mais on sait qu'il assista à la diète de 975.
Géron fit montre de piété personnelle même après son élection : en 970, il institua avec son frère le margrave Thietmar de Misnie, le cloître de Thankmarsfelde ; l’année suivante il fit réaliser la fameuse Croix de Géron pour la cathédrale de Cologne ; enfin en 973 il fonda l’abbaye de Gladbach.
Il mourut le 28 juin 976 à Cologne et fut inhumé dans la cathédrale. Sa sépulture sera déplacée en 1260 dans la chapelle Saint-Étienne de l'édifice.
Géron est un saint de l'église catholique fêté le 29 juin.

## Hommage
- l'étang Géron, dans le parc en contrebas de l’Abbaye de Mönchengladbach.